# Étienne-Alexandre Bernier
 (février 2024).
Si vous disposez d'ouvrages ou d'articles de référence ou si vous connaissez des sites web de qualité traitant du thème abordé ici, merci de compléter l'article en donnant les références utiles à sa vérifiabilité et en les liant à la section « Notes et références ».
Pour les articles homonymes, voir Bernier.
Étienne-Alexandre Jean-Baptiste Marie Bernier, né le 31 octobre 1762 à Daon (Anjou, aujourd'hui en Mayenne) 
et mort le 1er octobre 1806 à Paris, prêtre catholique français, fut un chef vendéen, évêque d'Orléans.

## Biographie
Il est le fils du tisserand Étienne Branchu dit Bernier et de Marie Deslauriers.
Après avoir fait ses études au collège d'Angers, il embrassa l'état ecclésiastique, et devint, encore assez jeune, curé de la paroisse de Saint-Laud à Angers. Quand la Révolution française arriva, il ne voulut point prêter le serment exigé par la constitution civile du clergé, et parvint cependant, ainsi que beaucoup de prêtres des diocèses de l'ouest de la France, à éviter la déportation, prononcée à la fin de 1792 contre les ecclésiastiques insermentés.

### Chef vendéen
Dès que la guerre de la Vendée eut éclaté au mois de mars 1793, il se rendit à l'armée d'Anjou, où il était précédé par quelque réputation concernant son zèle et sa capacité. Lorsqu'après leurs premiers succès les Vendéens formèrent un conseil supérieur (Conseil supérieur des armées vendéennes) pour établir dans le pays révolté une apparence d'ordre et d'administration, Bernier fit partie de ce conseil. Gabriel Guyot de Folleville perdit toute son influence et l'abbé Bernier devint « l'apôtre de la Vendée ».
L'abbé Bernier acquit bientôt un ascendant sur l'armée catholique et royale. Il donnait de bons conseils aux généraux, et savait se prêter à l'esprit militaire sans trop déroger à son caractère ecclésiastique.
Quand l'abbé Bernier fut devenu de la sorte un des premiers personnages de l'armée, on commença à entrevoir un but d'ambition dans toute sa conduite ; on s'aperçut combien il cherchait à rendre absolue et à perpétuer la domination qu'il avait acquise. On découvrit qu'il semait la discorde partout, flattant les uns aux dépens des autres, pour gouverner plus sûrement. Souvent les généraux furent obligés de réprimer les prétentions du conseil supérieur, qui cherchait à s'ériger en gouvernement. Le respect qu'on avait pour l'abbé Bernier allait toujours en s'affaiblissant.
Bientôt les désastres de l'armée firent trêve à tout projet d'ambition ; elle fut chassée au-delà de la Loire. Au milieu de ces circonstances, l'abbé Bernier montra toujours beaucoup de constance et de fermeté. Sans cesse il employa tous ses efforts pour ranimer le courage des soldats ; cependant, après la défaite de Granville, il fut accusé d'avoir voulu, avec le prince de Talmont, quitter l'armée et passer en Angleterre ; et, bien qu'on puisse hésiter à lui supposer ce projet, les chefs vendéens en demeurèrent la plupart persuadés.
Lorsque la déroute de Savenay eut tout à fait dispersé l'armée fugitive, l'abbé Bernier demeura caché en Bretagne. Il ne perdit pas courage, il composait des sermons, il essayait d'émouvoir les paysans, de soulever le pays ; mais voyant qu'il ne réussissait pas, il traversa périlleusement la Loire, revint en Poitou, et arriva à l'armée de Charette, d'où il passa bientôt dans l'armée d'Anjou que commandait Stofflet. Ce fut le lendemain de son arrivée que Marigny fut exécuté par les ordres de Stofflet. Cette mort fut généralement attribuée à l'influence du curé de Saint-Laud.

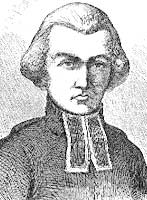
L'Abbé Bernier.

Stofflet et Bernier étaient tous deux basés au château du Lavouër, dans les Mauges, et cette promiscuité ne fit que renforcer l'ascendant que Bernier avait acquis sur Stofflet. L'abbé disant ses messes directement au château, il pouvait à tout moment prendre part aux discussions martiales. À partir de ce moment, l'abbé Bernier devint le vrai chef de l'armée d'Anjou ; Stofflet ne se conduisait que par ses conseils les proclamations étaient rédigées par l'abbé Bernier ; c'était lui qui correspondait avec les émigrés et les puissances étrangères ; il n'avait même pas besoin d'employer l'adresse pour dominer ; car Stofflet, insolent vis-à-vis de tout autre, était humble envers lui. Lorsque les chefs vendéens crurent à propos de conclure avec les républicains une paix qui ne pouvait être ni longue ni sincère, ce fut l'abbé Bernier qui négocia, qui discuta les conditions.
Lorsque Charette reprit les armes et rompit la paix, Stofflet affecta au contraire d'y paraître fidèle ; le général Hoche eut même une conférence avec lui ; l'abbé Bernier porta la parole, et sut si bien captiver le général républicain, que celui-ci proposa au gouvernement d'employer Stofflet et le curé de Saint-Laud à pacifier le pays. Cependant, au bout de quelques mois, les promesses des princes de la maison de Bourbon et de l'Angleterre, les instances des émigrés, et plus encore la crainte d'être dupe de la politique du général Hoche, déterminèrent l'abbé Bernier à ranimer la guerre en Anjou ; elle ne fut pas longue : les mesures étaient si bien prises, que Stofflet ne put pas même rassembler son armée ; et bientôt il erra en fugitif, ainsi que le curé de Saint-Laud, qu'on recherchait avec plus d'empressement encore.
Le 25 février 1796, l'abbé Bernier fit dire à Stofflet de venir le trouver dans une métairie où il était caché. Pendant le message, il apprend que cette retraite était peu sûre : il la quitte. Stofflet arrive ; et comme le curé de Saint-Laud, ne songeant qu'à sa propre sûreté, ne lui avait fait donner aucun avis, il passe la nuit dans cet asile. On investit la maison, croyant s'emparer de l'abbé Bernier ; et l'on prend Stofflet, qui, peu de jours après, fut envoyé au supplice. Les Vendéens attribuèrent ce malheur à l'abbé Bernier : cependant il conserva son influence sur les chefs, et on le vit presque aussi puissant auprès de d'Autichamp qu'auprès de Stofflet, son prédécesseur ; ce fut même à ce moment qu'il fut nommé agent général des armées catholiques près les puissances étrangères.
Il refusa de se rendre à Londres, et continua à soutenir son parti, cherchant dans ses lettres à faire illusion aux princes et aux Anglais sur la faiblesse de ces débris qu'aucun secours ne pouvait ranimer. Enfin il désespéra de sa cause ; il demanda au général Hoche un passeport pour se rendre en Suisse : on le lui accorda mais il avait voulu seulement faire semblant de quitter le pays ; il y resta caché. Il entretenait plusieurs correspondances au-dedans et au-dehors ; faisait sans cesse des plans d'insurrection ; tantôt cherchant à mettre à la tête du parti des hommes inférieurs par leur position et leur caractère et qu'il eût pu gouverner, tantôt essayant de se rapprocher des chefs plus considérables ; mais son influence était usée ; il n'inspirait aucune confiance : on reprit les armes et il ne put jouer aucun rôle.
Peu de temps après, Napoléon Bonaparte, ayant pris en main les rênes de l'État, s'occupa de soumettre et de pacifier la Vendée. L'abbé Bernier saisit sur le champ cette occasion de devenir un grand personnage. Pendant que les chefs vendéens hésitaient encore dans la conduite qu'ils devaient tenir, le curé de Saint-Laud s'établit auprès du gouvernement consulaire comme le représentant des Vendéens ; il parvint à donner de son importance et de son pouvoir dans les départements de l'Ouest une idée assez exagérée ; on écoutait ses conseils, on lui demandait des renseignements.
Cependant on s'aperçut assez vite que, s'il était utile, il était loin d'être nécessaire. En même temps il s'en fallait de beaucoup qu'il produisît à Paris un effet proportionné à sa renommée. Il eut à prêcher, le jour anniversaire du 2 septembre, à l'église des Carmes de la rue de Vaugirard. L'abbé Bernier fut trouvé froid et affecté.

### Évêque d'Orléans

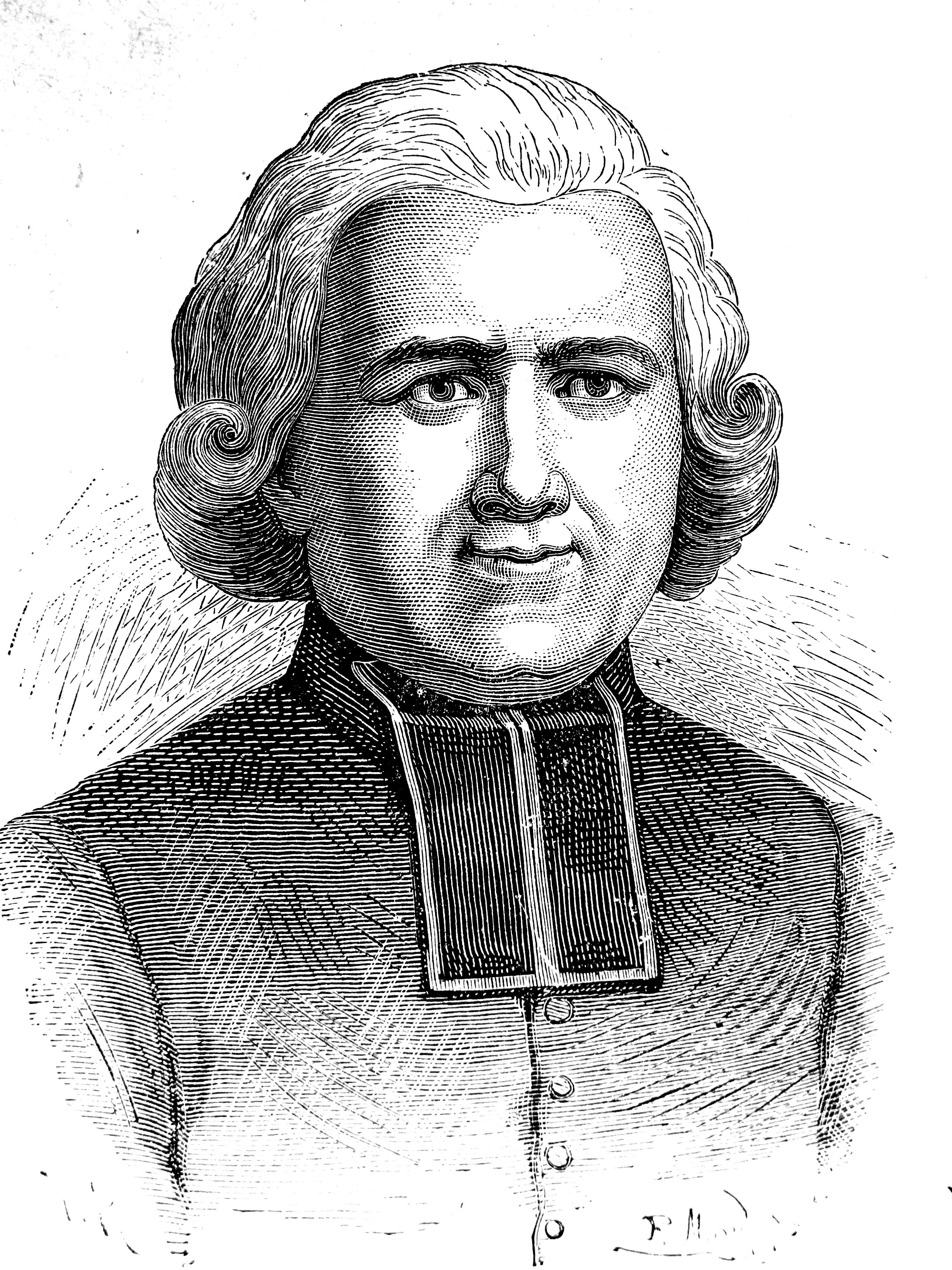
Mgr Bernier, Album du Centenaire.

Cependant le Premier consul le désigna pour être un des plénipotentiaires chargés de traiter du concordat de 1801 avec l'envoyé du pape, une nouvelle fois au château du Lavouër, où il avait déjà établit son quartier général, du temps de Stofflet. Cette négociation, que Bernier ne dirigea point, mais où il montra un esprit très conciliant, aurait pu le placer au premier rang du clergé que le retour de la religion allait ramener en France. Il fut seulement fait évêque d'Orléans.
Le 9 avril 1802, il fut pourvu du diocèse d'Orléans, institué canoniquement le 10 et sacré le 11 avril 1802 par Giovanni Caprara Montecuccoli assisté de Michel-François de Couët du Vivier de Lorry (évêque de La Rochelle) et Jean-Baptiste-Marie de Maillé de La Tour-Landry (évêque de Rennes).
Lorsque le pape vint à Paris en 1804, on crut démêler que l'évêque d'Orléans cherchait à s'établir avec lui dans des relations intimes, et à gagner sa faveur sans la devoir à aucune protection.
En 1806, il revint à Paris, où il n'était point venu depuis plus de deux ans, tandis qu'auparavant ses voyages étaient fréquents ; il y tomba malade et mourut d'une fièvre bilieuse, le 1er octobre.
Il est inhumé dans le petit cimetière du calvaire de Montmartre où sa pierre tombale, totalement anonyme, existe toujours[Quand ?]. Son cœur a été ramené à Orléans et inhumé dans la 6e chapelle sud de la cathédrale Sainte-Croix.

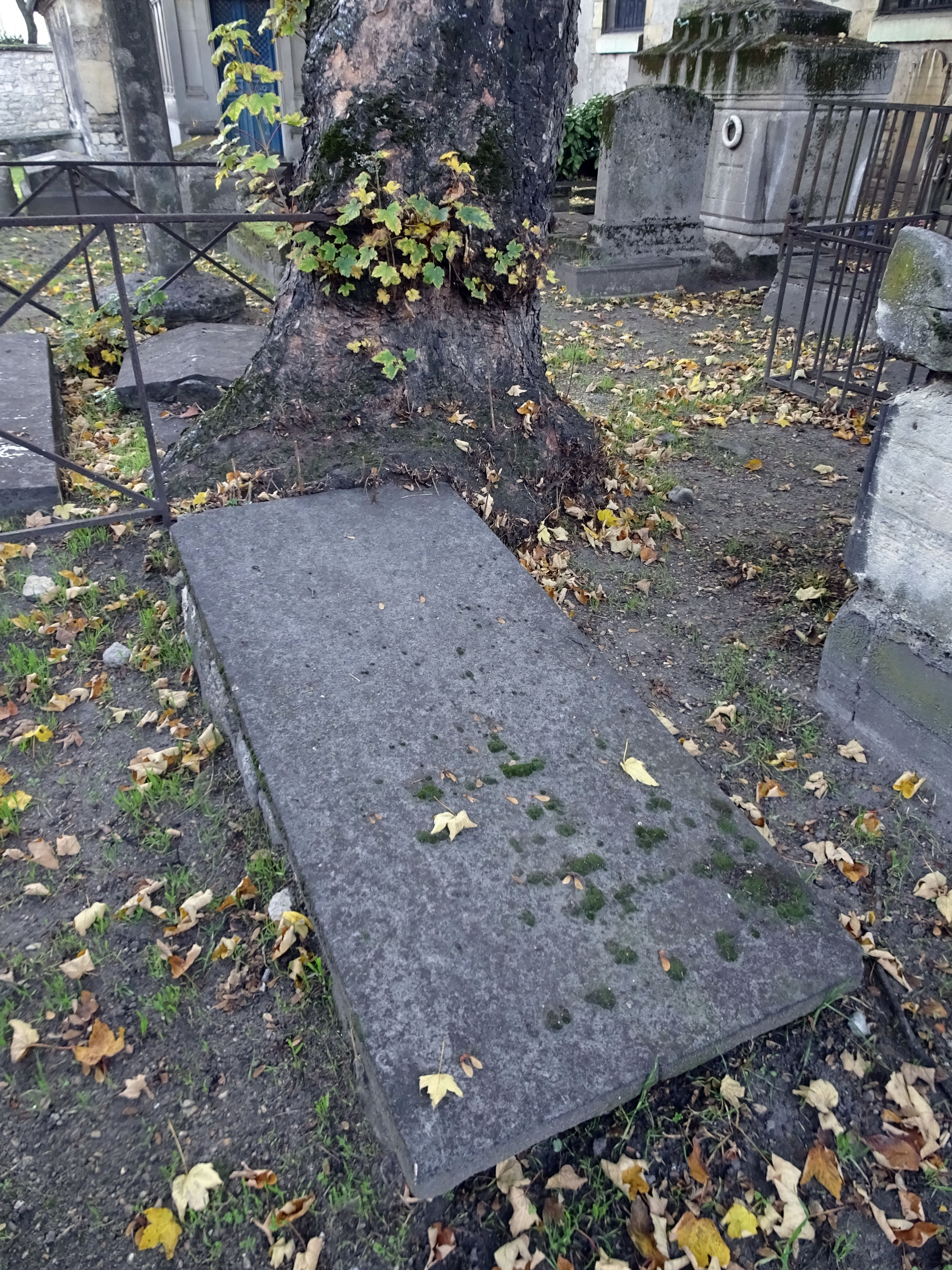
Tombe anonyme de l'évêque Bernier dans le cimetière du Calvaire, situé au sommet de la butte Montmartre.
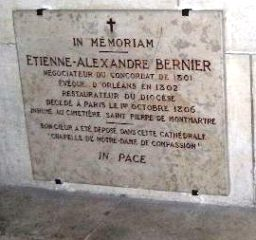
Plaque à la mémoire de l’évêque Bernier. Son cœur fut ramené à Orléans et inhumé dans la 6e chapelle sud de la cathédrale Sainte-Croix.

## Lignée épiscopale
1. Étienne-Alexandre-Jean-Baptiste-Marie Bernier (1802) ;
2. Giovanni Battista Caprara Montecuccoli (1766) ;
3. Carlo della Torre di Rezzonico (pape sous le nom de Clément XIII) (1743) ;
4. Prospero Lorenzo Lambertini (pape sous le nom de Benoît XIV) (1724) ;
5. Pietro Francesco Orsini de Gravina, en religion Vicenzo Maria Orsini (pape sous le nom de Benoît XIII), ordre des Prêcheurs (1675) ;
6. Paluzzo Paluzzi Altieri degli Albertoni (1666) ;
7. Ulderico Carpegna (1630) ;
8. Luigi Caetani (1622) ;
9. Ludovico Ludovisi (1621) ;
10. l'archevêque Galeazzo Sanvitale (1604) ;
11. Girolamo Bernerio, ordre des Prêcheurs (1586) ;
12. Giulio Antonio Santorio (1566) ;
13. Scipione Rebiba.

Étienne-Alexandre Bernier fut le principal consécrateur de :
- Joseph-Jacques Loison (évêque de Bayonne) ;
- Jean-Louis-Simon Rollet (évêque de Montpellier).

Il participa d'autre part aux consécrations de :
- Charles-Antoine-Henri Du Valk de Dampierre (évêque de Clermont) ;
- Joseph Fesch ;
- Jean-Baptiste-Luc Bailly (évêque de Poitiers).

## Publications
Bernier, dit le Dictionnaire historique des Musiciens, est auteur des paroles et de la musique du Réveil des Vendéens. On a dit que l'abbé Bernier avait écrit quelques notes sur la guerre de la Vendée, et qu'il les avait fait brûler avant sa mort.
Lorsque l'histoire de cette guerre par Alphonse de Beauchamp parut, on inséra dans la Gazette de France des observations de l'abbé Bernier pour rectifier quelques faits et combattre quelques opinions avancés par l'auteur.
- Lettre pastorale... (Ordonnant une neuvaine et le chant du Te Deum en actions de grâces du rétablissement du culte catholique.). Orléans : impr. de Rouzeau-Montant, (s. d.), in-4 ̊, 8 p.

## Regards contemporains
« De toutes les personnes qui se sont mêlées des affaires pendant la guerre civile, aucune peut-être n'avait plus d'esprit que l'abbé Bernier. Il avait une admirable facilité à écrire et à parler ; il prêchait toujours d'abondance. Je l'ai souvent entendu parler, deux heures de suite, avec une force et un éclat qui entraînaient et qui séduisaient tout le monde ; il y avait toujours de l'à-propos dans ce qu*il disait; ses textes étaient bien choisis et ramenés heureusement; jamais il n'hésitait; et, bien que son éloquence n'eût rien de fougueux, il paraissait inspiré ; son extérieur et ses manières répondaient à ses paroles ; le son de sa voix était doux et pénétrant ; ses gestes avaient de la simplicité ; il était infatigable ; son zèle était toujours renaissant, et jamais il ne perdait courage. Ces avantages étaient accompagnés d'un air de modestie et de simple dévouement, 'qui le rendait plus séduisant encore. Il donnait de bons conseils aux généraux, et savait se prêter à l'esprit militaire, sans déroger à son caractère ecclésiastique ; il dominait au conseil supérieur par la promptitude de son esprit et de ses rédactions ; il était encore plus cher aux soldats par ses prédications et son ardeur pour la religion.
Aussi, en peu de temps, l'abbé Bernier prit un ascendant universel, et il n'était question que de lui. Peu à peu on le jugea autrement; on entrevit un but d'ambition dans toute sa conduite. Dès qu'il eut acquis de la domination, on s'aperçut combien il y tenait, et combien il craignait de la voir diminuer en quelque chose ; on découvrit qu'il semait la discorde partout, et qu'il flattait les uns aux dépens des autres, pour plaire davantage et gouverner plus sûrement. Le respect et l'estime qu'on avait pour lui allèrent toujours en s'affaiblissant ; et après la guerre, les Vendéens lui reprochaient, à tort ou à raison, des désordres de mœurs, une âme intéressée, une ambition effrénée, et même des crimes qui ne laissent pas d'avoir quelque probabilité ; mais le prestige fut longtemps à se dissiper, et l'on ne cessa jamais d'avoir pour son esprit et sa capacité une très haute considération et une sorte de crainte : il en imposait par-là à ceux qui l'aimaient le moins. »

— Victoire de Donnissan de La Rochejaquelein, Mémoires.

## Distinction
- Chevalier de la Légion d'honneur[3][Quand ?] ;

## Armoiries
| Figure | Blasonnement |
|        | Armes d'Étienne Bernier (1802-1806) D'argent aux initiales E B enlacées de sable, une sorte de croix pattée en cimier. |

## Sources
Les papiers personnels d'Étienne-Alexandre Bernier sont conservés aux Archives nationales sous la cote 290AP.